# 斯特拉斯堡 (北达科他州)
斯特拉斯堡（英語：Strasburg），是美国北达科他州下属的一座城市。根据2010年美国人口普查，该市有人口409人。2011年估计该市有人口408人，相对于2010年，增长率为?0.24%。